# In Fabric
In Fabric (bra: Vestido Maldito) é um filme de comédia de terror britânico de 2018, escrito e dirigido por Peter Strickland. O filme segue um vestido vermelho assombrado que atormenta vários proprietários. É estrelado por Marianne Jean-Baptiste, Hayley Squires, Leo Bill e Gwendoline Christie.
Teve sua estreia mundial no Festival Internacional de Cinema de Toronto em 13 de setembro de 2018. Foi lançado no Reino Unido em 28 de junho de 2019 pela Curzon Artificial Eye e foi lançado nos Estados Unidos em 6 de dezembro de 2019 pela A24. O filme foi aclamado pela crítica por sua direção, humor, atmosfera e suas homenagens aos filmes giallo italianos; no entanto, o público ficou dividido quanto ao seu absurdo e ritmo lento.

## Elenco
- Marianne Jean-Baptiste como Sheila Woolchapel
- Hayley Squires como Babs
- Leo Bill enquanto Reg Speaks
- Gwendoline Christie como Gwen
- Julian Barratt como Stash
- Steve Oram como Clive
- Barry Adamson como Zach
- Jaygann Ayeh como Vince
- Richard Bremmer como Sr. Lundy
- Terry Bird como Bananas Brian
- Fatma Mohamed como Senhorita Luckmoore
- Sidse Babett Knudsen como Jill

## Produção
Em setembro de 2017, foi anunciado que Marianne Jean-Baptiste havia se juntado ao elenco do filme, com Peter Strickland dirigindo a partir de um roteiro que ele escreveu. Andy Starke atuou como produtor do filme, e Ian Benson, Lizzie Francke, Rose Garnett, Stephen Kelliher, Patrick Howson, Phil Hunt e Compton Ross atuaram como produtores executivos do filme sob as bandeiras Blue Bear Rook Films, Bankside Films, BBC Films e British Film Institute, respectivamente. Em novembro de 2017, Hayley Squires, Julian Barratt, Gwendoline Christie, Leo Bill, Steve Oram, Fatma Mohamed, Jaygann Ayeh e Richard Bremmer se juntaram ao elenco do filme.
Strickland comentou que ao escrever o roteiro ele se inspirou tanto na natureza curiosa das lojas de segunda mão quanto em suas memórias de ser levado a lojas de departamentos quando criança, em particular a agora fechada filial principal da Jacksons em Reading, Berkshire. Ele queria interrogar as reações das pessoas às roupas. O vestido em si era, portanto, muito importante. Ele também precisava se adequar a vários tipos de corpo, então a figurinista Jo Thompson fez um vestido simples de seda vermelha.

## Lançamento
Em março de 2018, Curzon Artificial Eye adquiriu os direitos de distribuição do filme no Reino Unido. O filme teve sua estreia mundial no Festival Internacional de Cinema de Toronto em 13 de setembro de 2018. Pouco depois, a A24 adquiriu os direitos de distribuição do filme nos Estados Unidos. Foi lançado no Reino Unido em 28 de junho de 2019. Foi lançado nos Estados Unidos em 6 de dezembro de 2019.

## Recepção
In Fabric foi aclamado pela crítica de cinema. Possui índice de aprovação de 91% no agregador de resenhas Rotten Tomatoes, com base em 160 resenhas, com nota média de 7,4/10. O consenso crítico do site diz "O fascínio transparente do giallo de In Fabric tece um feitiço surreal, misturando terror estiloso e comédia de humor ácido para oferecer ao público um deleite cativante." No Metacritic, o filme tem uma classificação de 81 em 100, com base em 28 críticos, indicando "aclamação universal".
Após seu lançamento no Reino Unido, o The Independent chamou o filme de " Suspiria ambientado em uma loja de departamentos" e comentou que era Strickland "o mais livre e divertido". The Daily Telegraph chamou-o de "a resposta da Grã-Bretanha moderna a Luis Buñuel." Empire gostou da "inteligência seca e estúpida que se revela de maneiras surpreendentes, a partir da premissa maluca em diante". Escrevendo no The Guardian, Mark Kermode fez dele o filme da semana e elogiou a "mistura inebriante de nostalgia inebriante, alquimia relacionada a roupas e comédia distorcida com influências de terror".
Internacionalmente, os críticos também elogiaram o filme. The New York Times afirmou que foi "o trabalho mais impressionante, envolvente e imaginativamente desencadeado" de Strickland até agora. Rolling Stone resumiu o filme como "uma viagem singular a uma mente singularmente distorcida".
In Fabric foi incluído nas listas de melhores filmes de 2019 em The Playlist e Sight & Sound.